# Die Sommermelodie
Die Sommermelodie (tradução portuguesa: "A melodia de verão") foi canção que representou a Alemanha no Festival Eurovisão da Canção 1974, interpretada em alemão por Cindy & Bert. A canção tinha letra de Kurt Feltz, enquanto a música e a orquestração estiveram a cargo de Werner Scharfenberger, a sua primeira e única participação no Festival Eurovisão da Canção.
A canção alemã foi a 14.ª a ser interpretada na noite do festival, a seguir à canção irlandesa " Cross Your Heart, interpretada por Tina Reynolds e antes da canção helvética "Mein Ruf Nach Dir", inerpretada por Piera Martell. No final, a canção alemã terminou em 14.º lugar, recebendo apenas 3 pontos.
A canção é um dueto, com ambos os cantores descrevendo um breve romance de final de verão. Eles explicam um ao outro. que apesar de ainda terem ainda sentimentos um pelo outro, o relacionamento deveria terminar.